# 1779 az irodalomban
Az 1779. év az irodalomban.

## Megjelent új művek

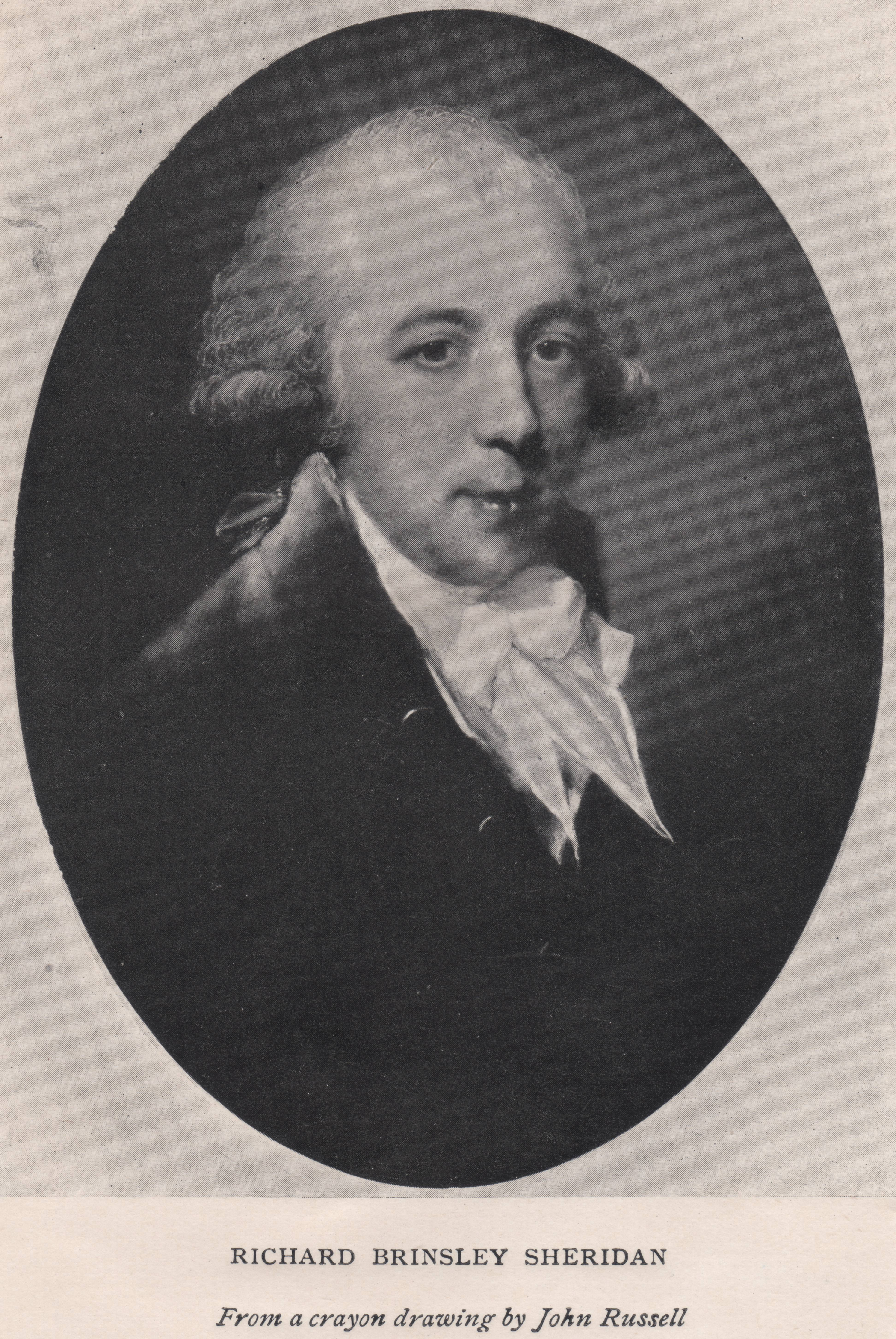
Richard Brinsley Sheridan

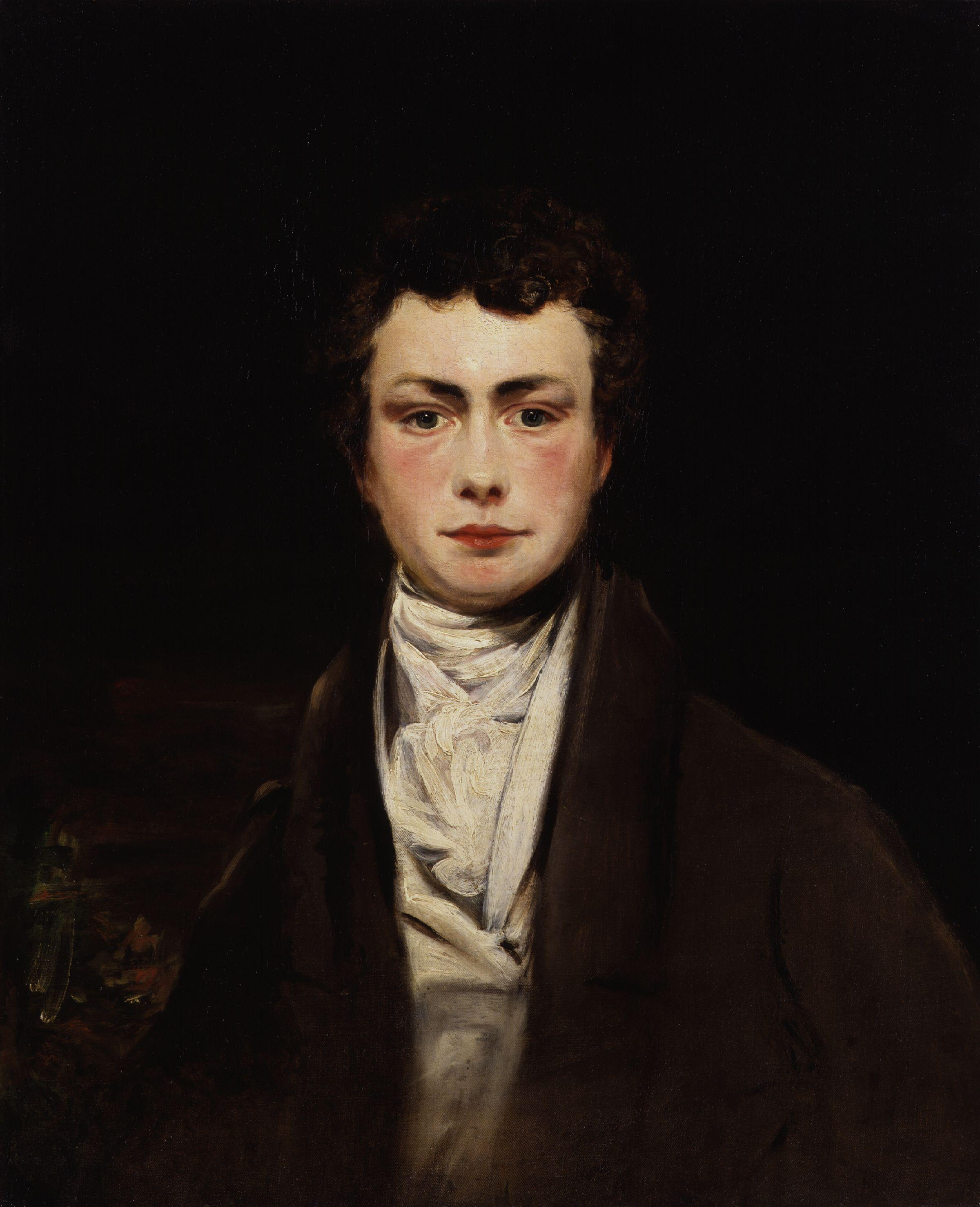
Thomas Moore

- Nicolas-Edme Rétif francia író regénye: La Vie de mon père (Apám élete).
- Mihail Heraszkov moldáv származású orosz szerző műve: Россиада (Rossziada), az első orosz terjedelmes elbeszélő költemény (Kazany bevételéről).[1]

### Dráma
- Goethe tragédiája prózában: Iphigenia Taurisban (Iphigenie auf Tauris), bemutató; (Goethe később versekbe szedve átírta a darabot).
- Lessing drámája: Bölcs Náthán (Nathan der Weise). Először 1783-ban került színre.
- Richard Brinsley Sheridan szatirikus vígjátékának bemutatója Londonban: The Critic (A krikus).

## Születések
- május 28. – Thomas Moore ír származású, angol nyelvű költő, író († 1852)
- november 14. – Adam Oehlenschläger dán romantikus költő, drámaíró, a dán himnusz szövegének szerzője († 1850)

## Halálozások
- január 20. – David Garrick angol színész és drámaíró (* 1717)
- december 18. – Faludi Ferenc jezsuita szerzetes, magyar író, költő, műfordító (* 1704)
- december 22. – Küzmics István magyarországi szlovén evangélikus lelkész, egyházi író, bibliafordító (* 1723)